# 藤原満
藤原 満（ふじわら みつる、1946年9月18日 - ）は、愛媛県松山市出身の元プロ野球選手（内野手）・コーチ・監督、解説者・評論家。
現役時代の愛称は、プロボクサーのチャチャイ・チオノイにちなんだ「チャイ」。現在の愛称はホークスのかつてのスローガン『熱男』にちなんだ「熱爺」。

## 経歴

### プロ入り前
松山商では三塁手として活躍。1963年秋季四国大会県予選準決勝に進むが、新居浜商に敗れる。3年次の1964年には夏の甲子園北四国大会県予選準々決勝に進出するが、西条高に惜敗して甲子園出場はならなかった。
高校卒業後は1965年に近畿大学へ進学し、後にロッテで活躍した有藤通世と三遊間を組む（当初は有藤を遊撃手に起用していたが、ある試合の満塁のピンチで有藤がトンネルをしてしまったため、藤原と守備位置を交換）。関西六大学野球リーグでは高校の先輩であるエース・山下律夫を擁し、2年次の1966年春季リーグで近大の初優勝に貢献。これを含めて在学中に3度のリーグ優勝を経験した。同年の大学全日本選手権では、決勝で倍賞明らを打の主軸とする日大に敗れ準優勝。リーグ通算87試合出場、305打数80安打、打率.262、6本塁打、45打点。有藤以外の大学同期に加納茂（電電近畿）・小島健郎（日本生命）両投手、阪口正晴（大昭和製紙）、原田富士雄（電電近畿監督）の両外野手などがいる。

### 現役時代
1968年のドラフト4位で南海ホークスに入団。藤原自身は少年時代から西鉄大ファンで、西鉄の最大のライバルである南海に指名されて大いに戸惑っていた。姉の夫の勤務地である四国電力への入社が内定していたが（本店である高松市内に姉夫婦の自宅があった）、当時伊予銀行でプレーをしていた長兄に勧められてプロ入りした。遊撃手として小池兼司の後継を期待されていた。
1969年から33試合に先発出場を果たすが打撃面で低迷。
1971年に頭角を現す。
1973年に同期の富田勝が巨人に移籍すると三塁手の定位置を獲得。二塁手、遊撃手としても起用され、同年は初の規定打席に到達する（20位、打率.263）。同年の巨人との日本シリーズでは全5試合に三塁手として先発出場。第1戦では8回裏に決勝となる逆転2点適時打を放つが、その後の4試合は無安打に終わった。
1974年には柏原純一と併用されて出場機会が減少する。
1975年より8年連続でシーズン100安打以上をマーク。
1976年には吉岡悟に次ぐリーグ2位の打率.302、福本豊に次ぐ50盗塁を記録してベストナイン、ダイヤモンドグラブ賞を獲得。
1977年、1980年、1981年にも打率3割を超える。1981年のオールスターゲーム第1戦では、6回に斉藤明雄から勝ち越し適時打を放ちMVPを獲得。
1982年に125試合出場、122安打を記録しながら、この年限りで突然現役引退。江本孟紀の著書によれば「飛ぶボール（いわゆるラビットボール）のために自分らしい野手の間に落ちるヒットが打てなくなり、フライが多くなったから」といい、監督がブレイザーから穴吹義雄に替わってコーチ就任要請があったため、引退を決めたという。現役当時から非常にファンを大切にしており、大阪スタヂアムでの試合終了後に球場外で列をなしたファンたちにサインに応じる姿が頻繁に見られた。

### 現役引退後
引退後、南海とダイエーで一軍ヘッド兼内野守備コーチ（1983年）、ヘッドコーチ（1984年 - 1985年）、一軍打撃コーチ（1986年）、一軍内野守備・走塁コーチ（1987年 - 1988年）、二軍監督（1989年 - 1990年）、一軍守備・走塁コーチ（1993年 - 1994年）、二軍守備・走塁コーチ（1995年）を歴任。コーチ時代には佐々木誠・山本和範らを育てた。1991年と1992年は、九州朝日放送野球解説者・日刊スポーツ野球評論家を務めた。
ダイエー退団後は1998年から九州朝日放送解説者、西日本スポーツ評論家として活動している。レギュラー出演中の『アサデス。』（KBCテレビ）と『おはよう朝日です』（ABCテレビ）の間で相互乗り入れ形式の生中継企画「鷹虎大決戦 アサデス。KBC VS おはよう朝日です」を実施する場合に、関西地方向けの放送へ登場することがある。2014年11月20日には『武田和歌子のぴたっと。』（ABCラジオ）にゲスト出演した。
コーチ就任時、漫画「あぶさん」で主人公の景浦安武が付けていた背番号90を希望（藤原曰く「たまたま空いてたから」）するも「これは『あぶさん』の番号だから」と断られたという逸話がある（「あぶさん」内では藤原は景浦の親友的ポジションで登場していた）。因みに景浦の背番号90は福岡ソフトバンクホークスとなった後も、同作品の原作者である水島新司の了解を得た上で2016年（厳密には2015年オフの秋季キャンプ）からロベルト・スアレス投手が着用するまで準永久欠番だった。1995年に二軍コーチとなった際は一度、背番号90で発表された。

## 選手としての特徴
ミートがうまく、三振の少ない打者として知られ、打数の多い一番バッターでありながら、三振数は一番多いシーズンでも僅かに39個であった。
タイ・カッブが使用していた重量がありグリップの太い「つちのこバット」（すりこぎバット）を愛用していた。1975年のオープン戦で高畠導宏打撃コーチが中央大学の先輩であるヤクルトの武上四郎からもらって来た「つちのこバット」を勧められて使ったところ、ホームランを打ったので、武上のバットと同じ形状で1kg以上ある重いバットを注文して作ってもらい、使用するようになった。以後藤原は高畠の指導の下、ボールに対して重い「つちのこバット」を上から叩きつける打法で右打ちをし、典型的な中長距離打者から足を生かす打者へ転身してヒットを量産した。藤原の「つちのこバット」に目を付けた阪急の大熊忠義（近畿大学の先輩）がもらい受けて自軍の福本豊に使わせている。藤原・福本とヤクルトの若松勉が「つちのこバット」で結果を出したことで、松本匡史・高橋慶彦・大石大二郎ら俊足の選手がこのタイプのバットを使用するようになった。また、藤原の成功に気を良くした野村克也は、以後自身が監督を務めたチームではヤクルトスワローズの飯田哲也、阪神タイガースの赤星憲広・田中秀太、東北楽天ゴールデンイーグルスの鉄平・森谷昭仁といった俊足打者に対し、自ら指令してこのタイプのバットを使用させた。

## 詳細情報

### 年度別打撃成績
| 年 度      | 球 団      | 試 合 | 打 席 | 打 数 | 得 点 | 安 打 | 二 塁 打 | 三 塁 打 | 本 塁 打 | 塁 打 | 打 点 | 盗 塁 | 盗 塁 死 | 犠 打 | 犠 飛 | 四 球 | 敬 遠 | 死 球 | 三 振 | 併 殺 打 | 打 率 | 出 塁 率 | 長 打 率 | O P S |
| ---------- | ---------- | ----- | ----- | ----- | ----- | ----- | -------- | -------- | -------- | ----- | ----- | ----- | -------- | ----- | ----- | ----- | ----- | ----- | ----- | -------- | ----- | -------- | -------- | ----- |
| 1969       | 南海       | 55    | 122   | 114   | 8     | 22    | 4        | 1        | 2        | 34    | 11    | 1     | 0        | 0     | 2     | 4     | 2     | 2     | 16    | 2        | .193  | .230     | .298     | .528  |
| 1970       | 南海       | 29    | 52    | 46    | 8     | 7     | 2        | 0        | 0        | 9     | 1     | 1     | 0        | 1     | 0     | 4     | 0     | 1     | 8     | 0        | .152  | .235     | .196     | .431  |
| 1971       | 南海       | 81    | 194   | 176   | 26    | 47    | 8        | 1        | 9        | 84    | 25    | 4     | 1        | 2     | 2     | 10    | 0     | 4     | 29    | 9        | .267  | .318     | .477     | .795  |
| 1972       | 南海       | 29    | 50    | 46    | 9     | 13    | 2        | 0        | 1        | 18    | 2     | 1     | 0        | 0     | 0     | 1     | 0     | 3     | 8     | 1        | .283  | .340     | .391     | .731  |
| 1973       | 南海       | 128   | 474   | 430   | 41    | 113   | 24       | 1        | 10       | 169   | 44    | 4     | 2        | 2     | 3     | 33    | 5     | 6     | 39    | 18       | .263  | .322     | .393     | .715  |
| 1974       | 南海       | 76    | 250   | 234   | 18    | 53    | 8        | 1        | 4        | 75    | 20    | 4     | 3        | 0     | 2     | 14    | 4     | 0     | 13    | 9        | .226  | .268     | .321     | .589  |
| 1975       | 南海       | 130   | 519   | 477   | 59    | 134   | 12       | 4        | 4        | 166   | 40    | 29    | 9        | 7     | 3     | 28    | 1     | 4     | 36    | 10       | .281  | .324     | .348     | .672  |
| 1976       | 南海       | 130   | 567   | 526   | 72    | 159   | 21       | 4        | 8        | 212   | 48    | 50    | 17       | 4     | 5     | 28    | 3     | 4     | 37    | 12       | .302  | .339     | .403     | .745  |
| 1977       | 南海       | 102   | 441   | 406   | 46    | 122   | 12       | 2        | 4        | 150   | 39    | 15    | 11       | 0     | 4     | 28    | 4     | 3     | 19    | 14       | .300  | .347     | .369     | .716  |
| 1978       | 南海       | 99    | 414   | 396   | 44    | 100   | 8        | 0        | 2        | 114   | 15    | 13    | 8        | 2     | 0     | 15    | 1     | 1     | 18    | 14       | .253  | .282     | .288     | .569  |
| 1979       | 南海       | 124   | 533   | 491   | 65    | 145   | 24       | 2        | 7        | 194   | 62    | 20    | 6        | 2     | 6     | 27    | 1     | 7     | 26    | 10       | .295  | .337     | .395     | .732  |
| 1980       | 南海       | 119   | 516   | 476   | 72    | 143   | 25       | 1        | 8        | 194   | 37    | 21    | 8        | 1     | 1     | 35    | 2     | 3     | 25    | 14       | .300  | .351     | .408     | .759  |
| 1981       | 南海       | 127   | 568   | 513   | 58    | 154   | 24       | 3        | 3        | 193   | 33    | 24    | 6        | 6     | 6     | 37    | 1     | 6     | 37    | 17       | .300  | .351     | .376     | .727  |
| 1982       | 南海       | 125   | 524   | 466   | 38    | 122   | 14       | 3        | 3        | 151   | 36    | 8     | 6        | 17    | 3     | 27    | 2     | 11    | 33    | 13       | .262  | .316     | .324     | .640  |
| 通算：14年 | 通算：14年 | 1354  | 5224  | 4797  | 564   | 1334  | 188      | 23       | 65       | 1763  | 413   | 195   | 77       | 44    | 37    | 291   | 26    | 55    | 344   | 143      | .278  | .324     | .368     | .692  |

- 各年度の太字はリーグ最高

### タイトル
- 最多安打：2回（1976年、1981年）※当時連盟表彰なし

### 表彰
- ベストナイン：1回 （1976年）
- ダイヤモンドグラブ賞：2回 （1976年、1981年）
- オールスターゲームMVP：1回 （1981年 第1戦）

### 記録
初記録
- 初出場：1969年4月13日、対ロッテオリオンズ2回戦（東京スタジアム）、9回裏に遊撃手で出場
- 初先発出場：1969年5月14日、対近鉄バファローズ3回戦（日生球場）、9番・遊撃手で先発出場
- 初安打：1969年6月21日、対ロッテオリオンズ11回戦（東京スタジアム）、9回表に木樽正明から
- 初打点：1969年8月31日、対近鉄バファローズ21回戦（大阪スタヂアム）、2回裏に岡田光雄から左前先制決勝2点適時打
- 初本塁打：1969年9月7日、対西鉄ライオンズ24回戦（大阪スタヂアム）、3回裏に益田昭雄から左越先制ソロ

節目の記録
- 1000試合出場：1980年4月28日、対阪急ブレーブス前期4回戦（阪急西宮球場）、1番・三塁手で先発出場　※史上215人目
- 1000本安打：1980年8月13日、対近鉄バファローズ後期3回戦（大阪スタヂアム）、6回裏に谷宏明から右前安打　※史上118人目

その他の記録
- オールスターゲーム出場：5回 （1975年、1976年、1978年、1979年、1981年）

### 背番号
- 7 （1969年 - 1983年）
- 82 （1984年 - 1986年）
- 74 （1987年 - 1988年）
- 70 （1989年 - 1990年）
- 80 （1993年 - 1994年）
- 92 （1995年）

## 関連情報

### 出演番組
- スーパーベースボール
- KBCホークスナイター
- 土曜もアサデス。（九州朝日放送、2015年10月3日〜）

### CM出演
- カシオ「カシオメロディ」（1980年、香川伸行と共に）
- ゼット 野球用品（スパイク）（1981年）
- 再春館製薬所「痛散湯」（KBCラジオ限定）